# حصار تلمسان (1272)
حصار تلمسان عام 1272 هي عملية عسكرية نفذها المرينيون ضد الزيانيين .

## سياق
مع تزايد التوترات بين المرينيين والزيانيين ، جمع يغمراسن بن زيان جيشا كبيرا . لكن خططه تغيرت عندما انتصر عليه أبو يعقوب يوسف في وجدة وأحرق معسكره مما اضطره إلى التراجع إلى تلمسان . فطارده السلطان المريني أبو يعقوب وحاصر المدينة.

## الحصار
في مايو 1272، وصل أبو يعقوب يوسف إلى تلمسان ، حيث واجه مقاومة شرسة من يغمراسن . عندها أدرك أبو يعقوب صعوبة فتح المدينة، قرر التراجع والعودة إلى فاس  ، إلا أن المدينة تعرضت لأضرار عديدة أضعف من مقتومتها لهجمات المرينيين المستقبلية.